# 폴레시에 국립공원

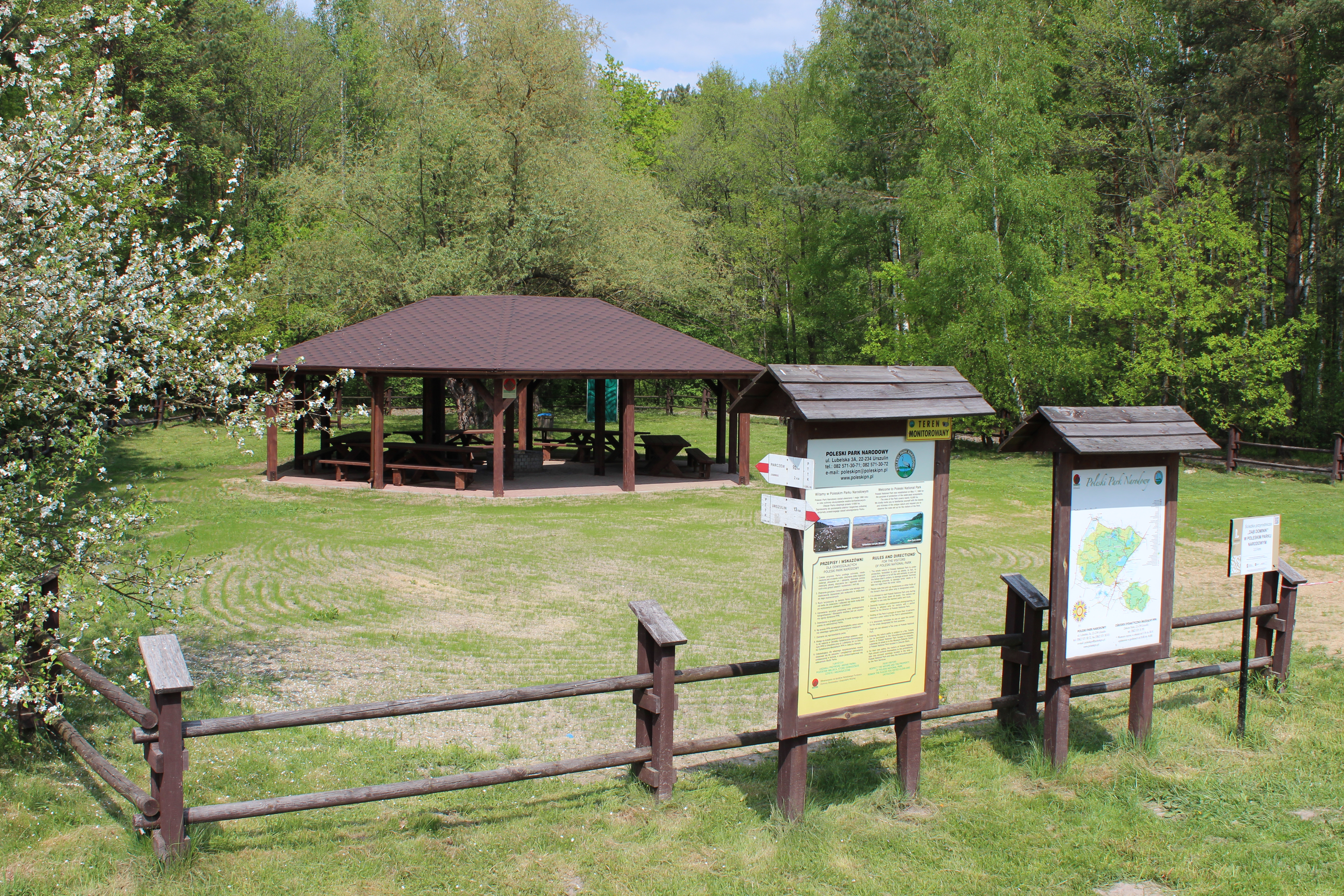
폴레시에 국립공원

폴레시에 국립공원(폴란드어: Poleski Park Narodowy)은 폴란드 루블린주의 국립공원으로, 역사적 지역인 폴레시아의 폴란드 지역이다. 우크라이나의 샤츠크 국립자연공원과 인접하고 있다.